# Aginszkoje (Krasznojarszki határterület)
Aginszkoje (oroszul: Агинское) falu Oroszország ázsiai részén, a Krasznojarszki határterületen, a Szajáni járás székhelye.
Népessége: 5584 fő (a 2010. évi népszámláláskor).

## Elhelyezkedése
Krasznojarszktól 217 km-re (vagy 186 km-re) délkeletre, az Anzsa (a Kan felső szakaszának mellékfolyója) partján helyezkedik el. A legközelebbi vasútállomás 45 km-re van (Szajanszkaja), az Abakan–Tajset vasútvonalon.  

## Története
Az egykori Jenyiszeji kormányzóság tábornok-kormányzója 1827-ben húsz település létesítését rendelte el. Ezek egyike volt Aginszkoje, melyet 1829-ben alapítottak, és száműzöttek építettek 1829-től 1833-ig. Temploma 1844-ben készült el, akkor a falunak két utcája volt. 1924-ben járási székhely lett.

## Terv a közlekedés fejlesztésére
A járásban igen jelentős réz-nikkel lelőhely található (Кингашский рудный узел), melynek kitermelését régóta tervezik. A terv új autóút építésével számol Szajanszkaja vasútállomás és – Aginszkojen át – a keletebbre elterülő lelőhelyek között.